# Стюарт (Британська Колумбія)
Стюарт (англ. Stewart) — окружний муніципалітет в Канаді, у провінції Британська Колумбія, у складі регіонального округу Кітімат-Стекін.

## Населення
За даними перепису 2016 року, окружний муніципалітет нараховував 401 особу, показавши скорочення на 18,8%, порівняно з 2011-м роком. Середня густина населення становила 0,7 осіб/км².
З офіційних мов обидвома одночасно володіли 25 жителів, тільки англійською — 375, а 5 — жодною з них. Усього 25 осіб вважали рідною мовою не одну з офіційних, з них 5 — українську.
Працездатне населення становило 63,8% усього населення, рівень безробіття — 9,1% (12,5% серед чоловіків та 10% серед жінок). 90,9% осіб були найманими працівниками, а 6,8% — самозайнятими.
Середній дохід на особу становив $46 430 (медіана $34 176), при цьому для чоловіків — $58 639, а для жінок $34 961 (медіани — $48 000 та $26 560 відповідно).
48,5% мешканців мали закінчену шкільну освіту, не мали закінченої шкільної освіти — 16,2%, 36,8% мали післяшкільну освіту, з яких 8% мали диплом бакалавра, або вищий.
| Статево-вікова структура населення | Статево-вікова структура населення | Статево-вікова структура населення | Статево-вікова структура населення | Статево-вікова структура населення |
| ---------------------------------- | ---------------------------------- | ---------------------------------- | ---------------------------------- | ---------------------------------- |
|                                    |                                    |                                    |                                    |                                    |
| Всього                             | Всього                             | 52,5%47,5%                         |                                    |                                    |
| 0 — 14 років                       | 0 — 14 років                       |                                    | 15,2%                              | 15,2%                              |
| 15 — 64 років                      | 15 — 64 років                      |                                    | 63,3%                              | 63,3%                              |
| 65 і більше                        | 65 і більше                        |                                    | 21,5%                              | 21,5%                              |
| Середній вік (років)               | Середній вік (років)               | 44,343,9                           | 44,1                               | 44,1                               |
| Медіана (років)                    | Медіана (років)                    | 49,246,8                           | 47,8                               | 47,8                               |
| — чоловіки — жінки                 |                                    |                                    |                                    |                                    |

| Походження мешканців:     | Походження мешканців:     | Походження мешканців: | Походження мешканців: | Походження мешканців: |
| ------------------------- | ------------------------- | --------------------- | --------------------- | --------------------- |
| Походження                |                           |                       | осіб                  | %                     |
| Корінні американці        | Корінні американці        |                       | 90                    | 21.43%                |
| Інше північноамериканське | Інше північноамериканське |                       | 80                    | 19.05%                |
| Європейське               | Європейське               |                       | 360                   | 85.71%                |
| британське                | британське                |                       | 255                   | 60.71%                |
| французьке                | французьке                |                       | 65                    | 15.48%                |
| українське                | українське                |                       | 15                    | 3.57%                 |
| Азійське                  | Азійське                  |                       | 15                    | 3.57%                 |

| Зайнятість населення за галузями (за класифікацією NOC): | Зайнятість населення за галузями (за класифікацією NOC): | Зайнятість населення за галузями (за класифікацією NOC): | Зайнятість населення за галузями (за класифікацією NOC): | Зайнятість населення за галузями (за класифікацією NOC): |
| -------------------------------------------------------- | -------------------------------------------------------- | -------------------------------------------------------- | -------------------------------------------------------- | -------------------------------------------------------- |
|                                                          |                                                          |                                                          |                                                          |                                                          |
| Бізнес, фінанси та адміністрування                       | Бізнес, фінанси та адміністрування                       |                                                          | 18,6%                                                    | 18,6%                                                    |
| Природничі та прикладні науки                            | Природничі та прикладні науки                            |                                                          | 4,7%                                                     | 4,7%                                                     |
| Охорона здоров'я                                         | Охорона здоров'я                                         |                                                          | 4,7%                                                     | 4,7%                                                     |
| Освіта, правозахист, муніципальні та урядові служби      | Освіта, правозахист, муніципальні та урядові служби      |                                                          | 7%                                                       | 7%                                                       |
| Роздрібна торгівля та послуги                            | Роздрібна торгівля та послуги                            |                                                          | 25,6%                                                    | 25,6%                                                    |
| Гуртова торгівля, транспорт та обладнання                | Гуртова торгівля, транспорт та обладнання                |                                                          | 34,9%                                                    | 34,9%                                                    |
| Природні ресурси, сільське господарство                  | Природні ресурси, сільське господарство                  |                                                          | 7%                                                       | 7%                                                       |
| Виробництво                                              | Виробництво                                              |                                                          | 4,7%                                                     | 4,7%                                                     |

## Клімат
Середня річна температура становить 5,1°C, середня максимальна – 16,6°C, а середня мінімальна – -9°C. Середня річна кількість опадів – 1 821 мм.
| Клімат поселення                              | Клімат поселення | Клімат поселення | Клімат поселення | Клімат поселення | Клімат поселення | Клімат поселення | Клімат поселення | Клімат поселення | Клімат поселення | Клімат поселення | Клімат поселення | Клімат поселення | Клімат поселення |
| Показник                                      | Січ.             | Лют.             | Бер.             | Квіт.            | Трав.            | Черв.            | Лип.             | Серп.            | Вер.             | Жовт.            | Лист.            | Груд.            |                  |
| Середній максимум, °C                         | 0,51             | 2,94             | 5,94             | 9,47             | 13,42            | 16,58            | 16,15            | 16,21            | 13,03            | 8,33             | 2,45             | −1,07            |                  |
| Середня температура, °C                       | −4,22            | −1,8             | 1,20             | 4,73             | 8,68             | 11,85            | 13,66            | 13,72            | 10,52            | 5,84             | −0,04            | −3,57            |                  |
| Середній мінімум, °C                          | −8,95            | −6,54            | −3,53            | 0,00             | 3,95             | 7,10             | 11,17            | 11,22            | 8,05             | 3,35             | −2,53            | −6,04            |                  |
| Норма опадів, мм                              | 218              | 149              | 115              | 86               | 74               | 74               | 71               | 109              | 194              | 293              | 217              | 221              |                  |
| Середньомісячна швидкість вітру, м/с          | 2.73             | 2.80             | 2.77             | 2.73             | 2.74             | 2.67             | 2.39             | 2.18             | 2.20             | 2.46             | 2.59             | 2.54             |                  |
| Середньомісячна сонячна радіація, кДж/м²·день | 1850             | 4139             | 8382             | 13852            | 17472            | 18690            | 17110            | 14455            | 9448             | 4847             | 2314             | 1267             |                  |
| --------------------------------------------- | ---------------- | ---------------- | ---------------- | ---------------- | ---------------- | ---------------- | ---------------- | ---------------- | ---------------- | ---------------- | ---------------- | ---------------- | ---------------- |
| Джерело:                                      |                  |                  |                  |                  |                  |                  |                  |                  |                  |                  |                  |                  |                  |